# معاهده مروارید
معاهده صلح مصری-هیتی (انگلیسی: Egyptian–Hittite peace treaty) یا پیمان جاویدان (انگلیسی: Eternal Treaty) که با نام پیمان کادش هم شناخته می‌شود و در منابع فارسی با نام معاهده مروارید آورده شده‌است تنها معاهده از خاور نزدیک باستان است که نسخه‌های هر دو طرف معاهده در حال حاضر موجود است.
این پیمان بین رامسس دوم (پادشاه مصر باستان) و پادشاه هیتی‌ها، ۱۶ سال پس از نبرد کادش منعقد شده‌است. تعهد اصلی در این معاهده، همکاری طرفین در استرداد دشمنان داخلی طرف مقابل بود.